# Abrechnung in Veracruz
Abrechnung in Veracruz (Original: El sabor de la venganza) ist ein spanisch-italienischer Italowestern aus dem Jahr 1963. Regie führte Joaquín Luis Romero Marchent, die musikalische Leitung hatte der Italiener Riz Ortolani. Die deutschsprachige Erstaufführung erfolgte am 23. Oktober 1964.

## Handlung
Eine Banditenbande flüchtet nach einem Banküberfall durch die Wüste. Auf einer Ranch stehlen sie Pferde und erschießen den Vater dreier Söhne James Walker. Die Söhne Jeff, Chris und Brad schwören später ihrer Mutter, den Tod zu rächen. Jeff ist Sheriff in Veracruz geworden, Brad bewirtschaftet inzwischen die Farm des Vaters und Chris ist ein herumziehender Revolvermann. Auf unterschiedliche Weise suchen die Söhne nach den Verbrechern. Im Gegensatz zu seinen Brüdern möchte Jeff die Banditen vor ein Gericht stellen und verurteilen lassen. Chris erschießt einen der Banditen bei der ersten Gelegenheit.
In Veracruz kommt es schließlich zum Showdown mit den Verantwortlichen Pedro Ramirez, Bedford und Parker.

## Kritiken
„Ein unterhaltsamer Western aus der Frühzeit des Genres (cf. Italowestern)“

„Ein ruppiger Film, der der noch den Topoi des US- Western nahesteht.“

## Bemerkungen
Italienischer Titel ist I tre spietati; Drehorte waren die Gegend um Almería, Colmenar Viejo und Seseña.

## Synchronisation
- Richard Harrison: Klaus Kindler
- Claudio Undari: Gert Günther Hoffmann
- Fernando Sancho: Werner Lieven
- José Manuel Marzin: Gerd Martienzen
- Luis Induni: Arnold Marquis
- Paco Sanz: Gerd Martienzen